# Uzbecka Encyklopedia Radziecka
Uzbecka Encyklopedia Radziecka (uzb. Oʻzbek Sovet Ensiklopediyasi; OʻzSE, Ўзбек совет энциклопедияси, ЎзСЭ; ros. Узбекская советская энциклопедия, УзСЭ, Uzbiekskaja sowietskaja encykłopiedija, UzSE) – najstarsza encyklopedia uniwersalna w języku uzbeckim i zarazem największy projekt encyklopedyczny zrealizowany w Uzbekistanie. Encyklopedia liczy łącznie 14 tomów i zapisana jest cyrylicą.

## Historia
Uzbecka Encyklopedia Radziecka była wydawana w Taszkencie w latach 1971–1980. Redaktorem tomów 1–9 był członek Uzbeckiej Akademii Nauk, dr Ibrohim Moʻminovich Moʻminov, zaś redaktorem tomów 10–14 był Komiljon Ahmadjonovich Zufarov.